# 充填材
充填材（じゅうてんざい）とは、建築や工学分野において使われる、穴や隙間に詰め込んで埋める材料のこと。断熱材、モルタル、シール、パテなどが挙げられる。